# Werner Schwarz (Musiker)
Werner Schwarz (geb. vor 1943; gest. nach 1947) war ein deutscher Musiker (Akkordeon, Piano) und Bandleader der Jazz- und Unterhaltungsmusik.
Schwarz  arbeitete in Berlin bei Corny Ostermann und wirkte bei dessen Aufnahmen für das Plattenlabel Kristall mit; 1943 nahm er mit Helmut Zacharias auf. Unter eigenem Namen (Werner Schwarz und seine Solisten, u. a. mit dem Klarinettisten Lothar Haeussler) spielte er einige Titel ein wie „Mit Musik geht alles besser“ und „Wenn die Woche keinen Sonntag hätt’“ (1943, Odeon 31728). In der Nachkriegszeit nahm er erneut für Odeon auf (u. a. den Standard „Linger Awhile“). Im Bereich des Jazz war er von 1943 bis 1947 an 16 Aufnahmesessions beteiligt.